# Bahnhof Odawara
Der Bahnhof Odawara (jap. 小田原駅, Odawara-eki) ist ein Bahnhof auf der japanischen Insel Honshū, betrieben von den Bahngesellschaften JR East, JR Central, Odakyū Dentetsu, Hakone Tozan Tetsudō und Izuhakone Tetsudō. Er befindet sich in der Präfektur Kanagawa auf dem Gebiet der Stadt Odawara und ist ein bedeutender Eisenbahnknotenpunkt. Unter anderem halten hier Shinkansen-Hochgeschwindigkeitszüge.

## Verbindungen

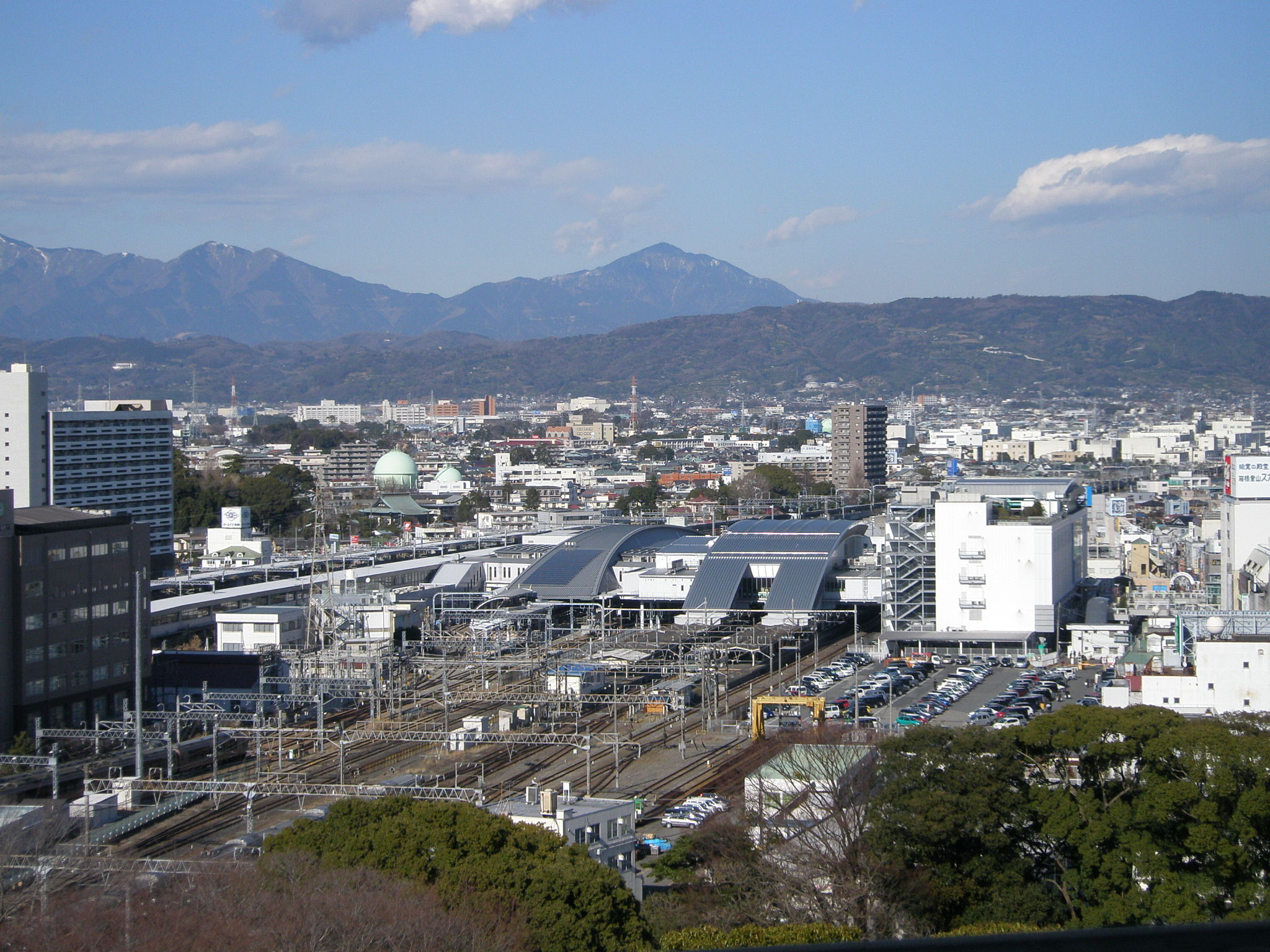
Ansicht des Bahnhofs von der Burg Odawara aus

Odawara ist ein Trennungsbahnhof, durch den zwei der bedeutendsten Bahnstrecken Japans, die Tōkaidō-Shinkansen und die Tōkaidō-Hauptlinie, parallel verlaufen. Beide verbinden Tokio mit Nagoya und Osaka. Für den Verkehr auf der Shinkansen-Schnellfahrstrecke ist die Bahngesellschaft JR Central zuständig, JR East für jenen auf der Hauptlinie sowie auf der Shōnan-Shinjuku-Linie in die nördlichen Vororte Tokios. Mehrere Bahnstrecken anderer Gesellschaften zweigen in Odawara ab. Dies sind die Odawara-Linie der Odakyū Dentetsu nach Shinjuku, die Hakone-Tozan-Linie der Hakone Tozan Tetsudō nach Hakone-Yumoto und die Daiyūzan-Linie der Izuhakone Tetsudō nach Daiyūzan.
Auf der Schnellfahrstrecke wird Odawara üblicherweise zweimal je Stunde und Richtung von Kodama-Zügen bedient, die an allen Zwischenstationen halten. Ergänzt wird dieses Angebot durch täglich acht Hikari-Zugpaare, die einzelne Zwischenstationen auslassen. Auf der Tōkaidō-Hauptlinie verkehren JR-East-Züge drei- bis fünfmal je Stunde zwischen Tokio und Atami, darunter der Schnellzug Rapid Acty (快速アクティー). Zwar ist Ōfuna die nominelle Endstation der Shōnan-Shinjuku-Linie, doch verkehren einzelne Züge weiter bis nach Odawara. Gemeinsam mit den Bahngesellschaften Izuhakone Tetsudō und Izu Kyūkō betreibt JR East umsteigefreie Odoriko-Schnellzüge von Tokio über Odawara nach Shuzenji und Shimoda.
Die Odawara-Linie und die Talstrecke der Hakone-Tozan-Linie bilden eine betriebliche Einheit, da die beiden betroffenen Gesellschaften zum selben Konzern gehören. Tagsüber verkehren Züge von Shinjuku nach Odawara im Abstand von wenigen Minuten, zum Teil als Eilzug mit Halt an wenigen Zwischenbahnhöfen und mit Romancecar-Triebwagen. Etwa die Hälfte aller Züge wird über Odawara hinaus nach Hakone-Yumoto durchgebunden, sodass das Umsteigen entfällt. Auf der Daiyūzan-Linie verkehren die Züge in einem festen Takt alle zwölf Minuten.
Auf beiden Seiten steht je ein Busbahnhof, womit der Bahnhof Odawara auch ein bedeutender Knotenpunkt des städtischen und regionalen Busverkehrs ist. Der östliche wird von über zwei Dutzend Linien der Gesellschaften Enoden Bus, Fujikyū Shōnan Bus, Hakone Tozan Bus, Izu Hakone Bus, Kanagawa Chūō Kōtsū Bus und Nankai Bus. Der westliche dient vor allem dem Fernbusverkehr.

## Anlage
Der Bahnhof steht an der Grenze zwischen den Stadtteilen Sakaechō (im Osten) und Shiroyama (im Westen), am Rande des Stadtzentrums und etwa einen halben Kilometer nördlich der Burg Odawara. Die Anlage mit insgesamt 21 Gleisen ist von Nordosten nach Südwesten ausgerichtet. Sie ist in vier Teile auf unterschiedlichen Höhenlagen gegliedert, die von einem jeweils anderen Bahnunternehmen betreut werden. Verbunden werden die betrieblich getrennten Bahnhofsteile durch eine 16 Meter breite Fußgängerpassage, von der aus Fahrstühle und Rolltreppen zu den Bahnsteigen führen. Die Passage verbindet auch den westlichen und östlichen Bahnhofsvorplatz, ohne dass dabei Bahnsteigsperren passiert werden müssen.
Ganz im Westen befindet sich der Shinkansen-Teil von JR Central mit vier Gleisen, die auf einem Viadukt verlegt sind. Die Hochgeschwindigkeitszüge halten an zwei Seitenbahnsteigen, auf den beiden Gleisen dazwischen fahren sie ohne Halt durch. Daran schließt sich der ebenerdige, von einem markanten Kuppeldach überspannte Bahnhofteil der Odakyu Group an, der von Zügen der Odakyū Dentetsu und der Hakone Tozan Tetsudō genutzt wird. Seine beiden äußeren Gleise liegen an Seitenbahnsteigen, die beiden inneren enden aus entgegengesetzten Richtungen kommend stumpf an einem besonders breiten Mittelbahnsteig; hinzu kommt ein stumpf endendes Abstellgleis ohne Bahnsteigkante. Der Bahnhofteil von JR East umfasst vier ebenerdige Gleise an zwei Mittelbahnsteigen. Hinzu kommen zwei Gleise für den Güterverkehr und zwei Abstellgleise. Ganz im Osten erhebt sich das Empfangsgebäude mit fünf oberirdischen Stockwerken. Im zweiten Stockwerk befindet sich der Zugang zum Kopfbahnhof der Izuhakone Tetsudō mit zwei Gleisen.
Restaurants, Convenience Shops, Kioske und Buchhandlungen sind in allen Teilen des Bahnhofs finden, ebenso ein Touristeninformationszentrum. In das Empfangsgebäude integriert ist das Einkaufszentrum Odawara Lusca mit rund 90 Läden. Verwaltet wird es von Shonan Station Building, einem Tochterunternehmen von JR East. Auf dem östlichen Bahnhofsvorplatz steht eine Statue, die den Feldherrn Hōjō Sōun darstellt. Darunter erstreckt sich die unterirdische Ladenpassage HaRuNe Odawara mit zwei Dutzend weiteren Läden.
Im Fiskaljahr 2019 nutzten täglich durchschnittlich 104.740 Fahrgäste den Bahnhof. Davon entfielen 33.460 auf JR East, 11.214 auf JR Central, 41.803 auf Odakyū Dentetsu, 9121 auf Hakone Tozan Tetsudō und 9146 auf Izuhakone Tetsudō.

## Bilder

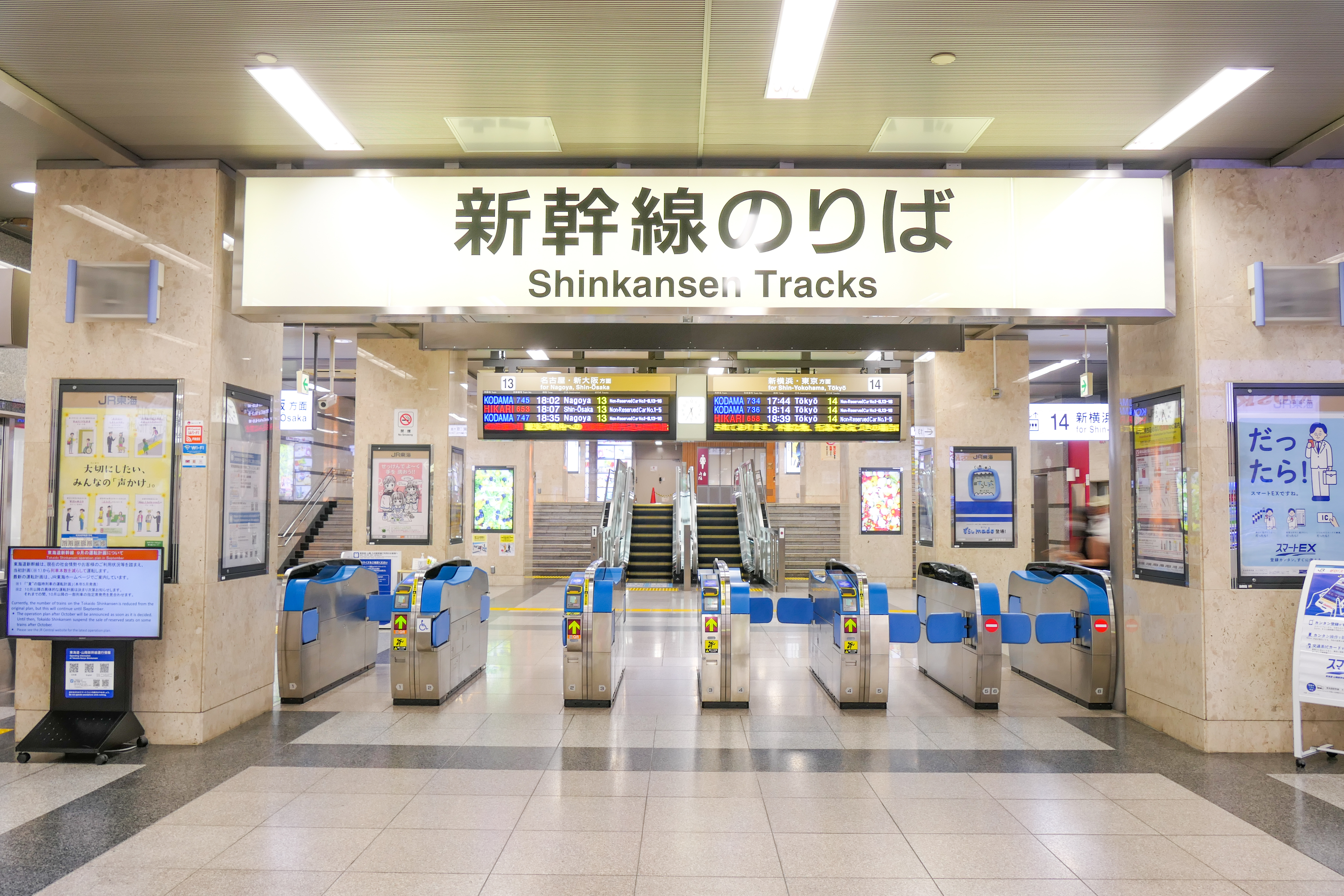
Shinkansen-Ticket-Gate
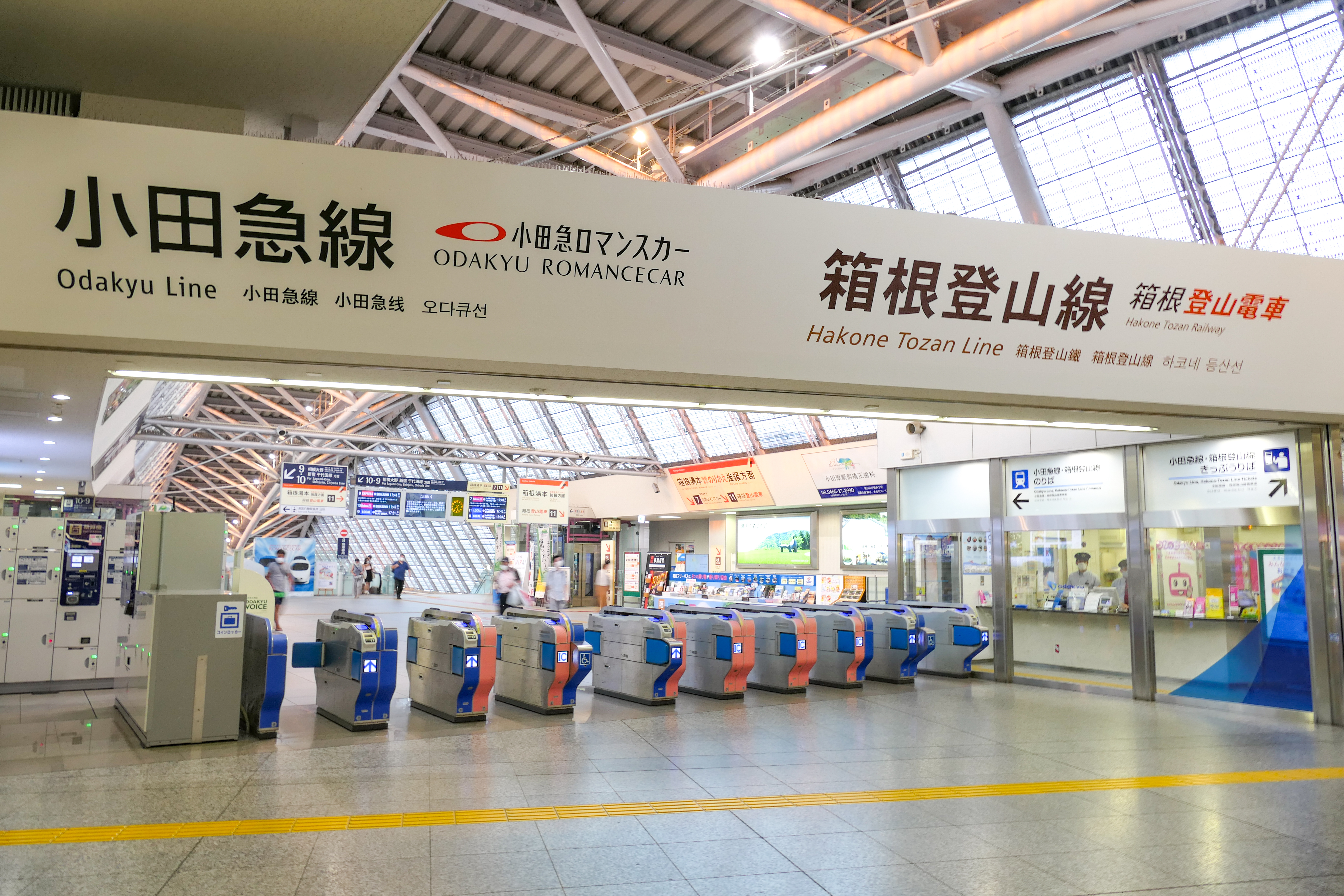
Bahnhofteil der Odakyu Group
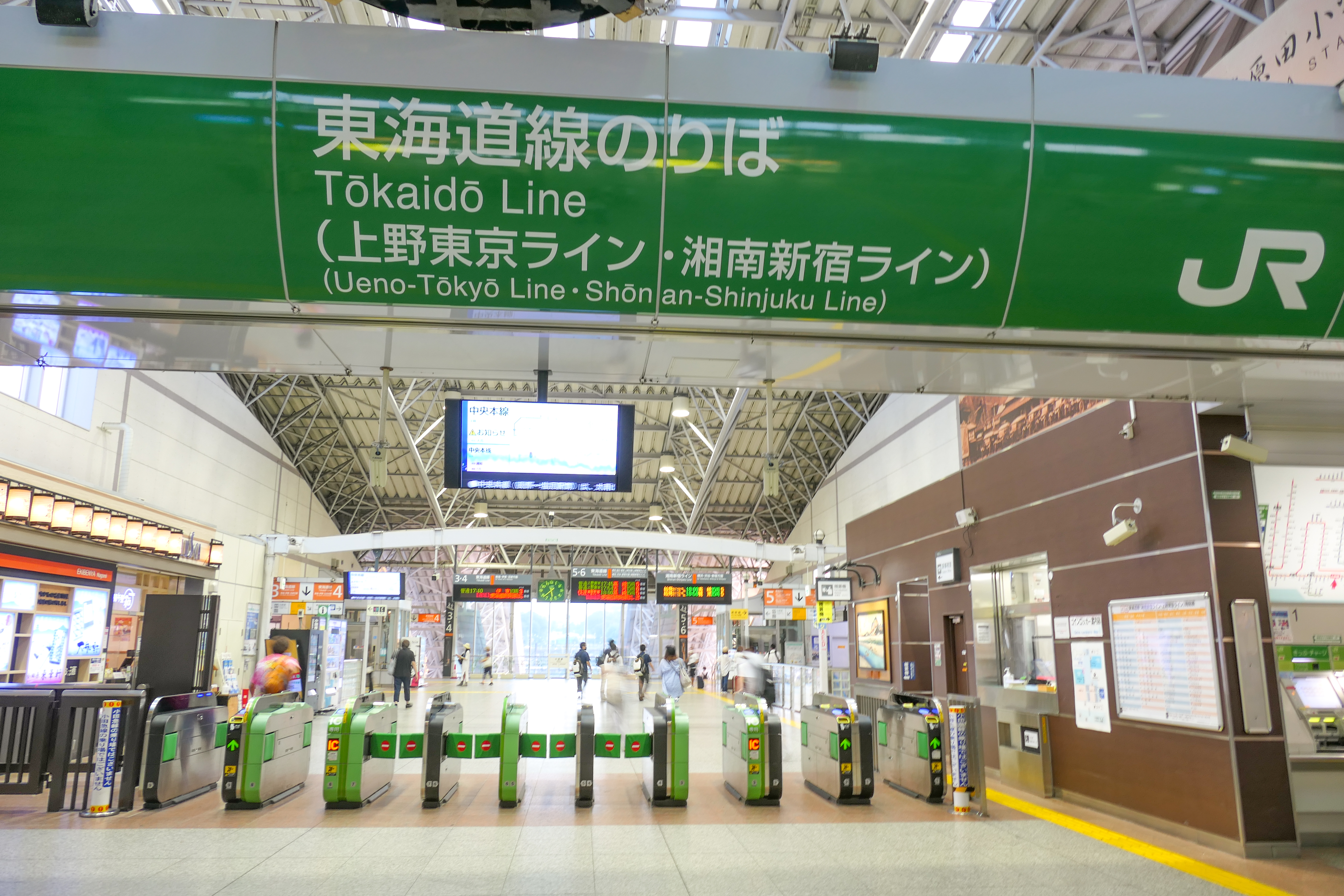
Bahnhofteil von JR East
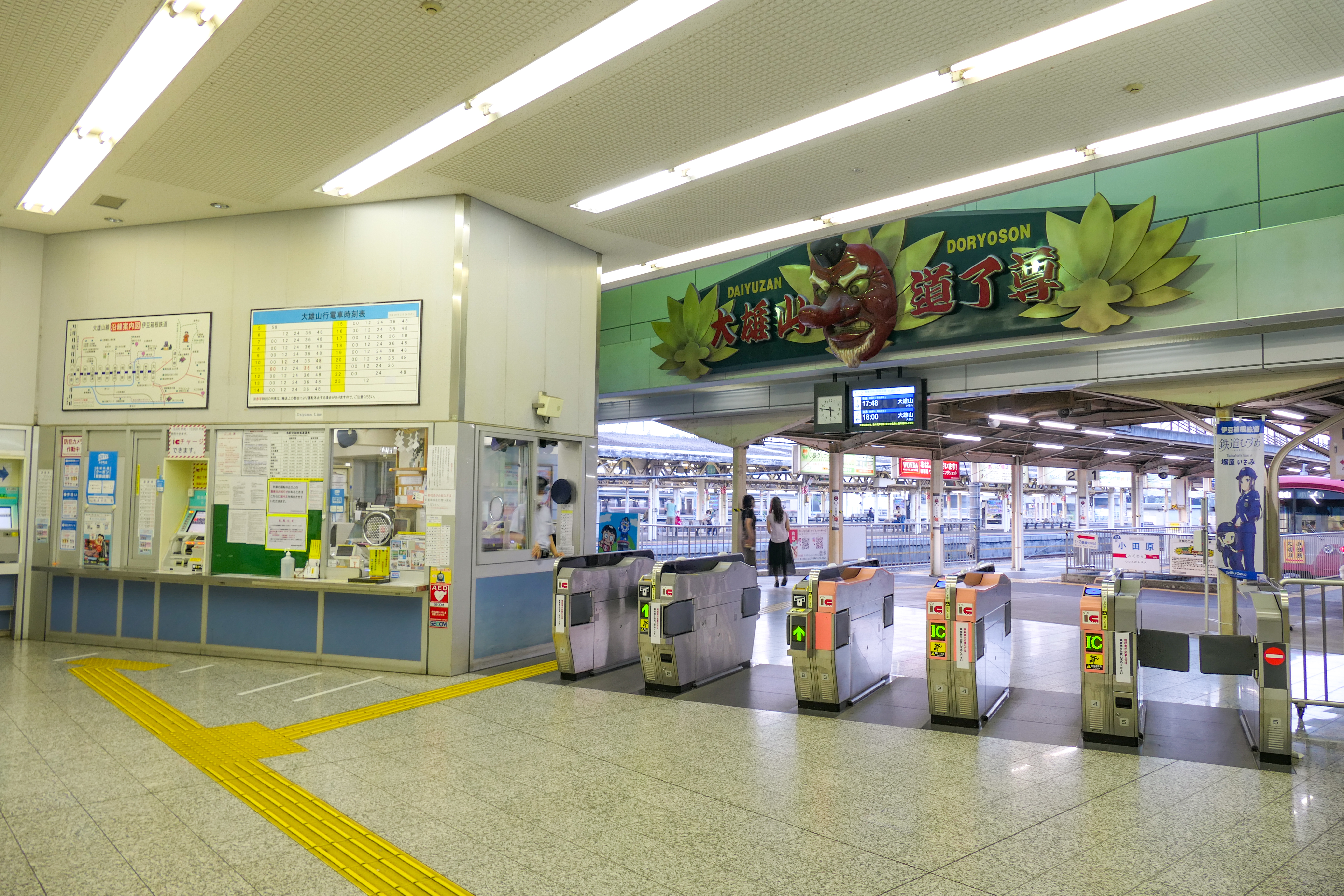
Kopfbahnhof der Izuhakone Tetsudō

## Gleise
| 1/2   | ▉ Daiyūzan-Linie        | Daiyūzan                                                             |
| 3     | ▉ Tōkaidō-Hauptlinie    | Atami • Numazu • Shizuoka • Itō                                      |
| 4     | ▉ Tōkaidō-Linie         | Atami • Numazu • Shizuoka • Itō                                      |
| 4     | ▉ Tōkaidō-Hauptlinie    | Ōfuna • Yokohama • Tokio                                             |
| 5     | ▉ Tōkaidō-Linie         | Ōfuna • Yokohama • Tokio                                             |
| 5     | ▉ Shōnan-Shinjuku-Linie | Ōfuna • Shinjuku • Ōmiya • Maebashi                                  |
| 6     | ▉ Tōkaidō-Hauptlinie    | Ōfuna • Yokohama • Tokio                                             |
| 7     | ▉ Hakone-Tozan-Linie    | Hakone-Yumoto                                                        |
| 7     | ▉ Hakone-Tozan-Linie    | Ankunft, nur Ausstieg                                                |
| 8     | ▉ Odawara-Linie         | Ankunft, nur Ausstieg (nutzt selbes Gleis wie Bahnsteig 9)           |
| 9     | ▉ Odawara-Linie         | Shin-Matsuda • Ebina • Shinjuku (nutzt selbes Gleis wie Bahnsteig 9) |
| 10    | ▉ Odawara-Linie         | Shin-Matsuda • Ebina • Shinjuku                                      |
| 11/12 | ▉ Odawara-Linie         | zurzeit ungenutzt                                                    |
| 13    | ▉ Tōkaidō-Shinkansen    | Nagoya • Shin-Osaka                                                  |
| 14    | ▉ Tōkaidō-Shinkansen    | Shin-Yokohama • Tokio                                                |

## Linien
| Verlauf der Tōkaidō-Shinkansen |
| --- |
| Tokyo • Shinagawa • Shin-Yokohama • Odawara • Atami • Mishima • Shin-Fuji • Shizuoka • Kakegawa • Hamamatsu • Toyohashi • Mikawa-Anjō • Nagoya • Gifu-Hashima • Maibara • Kyōto • Shin-Osaka |

| Verlauf der Tōkaidō-Hauptlinie (Tokio–Atami) |
| --- |
| Tokyo • Shimbashi • Shinagawa • Kawasaki • Yokohama • Totsuka • Ōfuna • Fujisawa • Tsujidō • Chigasaki • Hiratsuka • Ōiso • Ninomiya • Kōzu • Kamonomiya • Odawara • Hayakawa • Nebukawa • Manazuru • Yugawara • Atami |

| Verlauf der Odakyū Odawara-Linie |
| --- |
| Shinjuku • Minami-Shinjuku • Sangūbashi • Yoyogi-Hachiman • Yoyogi-Uehara • Higashi-Kitazawa • Shimo-Kitazawa • Setagaya-Daita • Umegaoka • Gōtokuji • Kyōdō • Chitose-Funabashi • Soshigaya-Ōkura • Seijōgakuen-mae • Kitami • Komae • Izumi-Tamagawa • Noborito • Mukōgaoka-Yūen • Ikuta • Yomiuriland-mae • Yurigaoka • Shin-Yurigaoka • Kakio • Tsurukawa • Tamagawagakuen-mae • Machida • Sagami-Ōno • Odakyū-Sagamihara • Sōbudai-mae • Zama • Ebina • Atsugi • Hon-Atsugi • Aikō-Ishida • Isehara • Tsurumaki-Onsen • Tōkaidaigaku-mae • Hadano • Shibusawa • Shin-Matsuda • Kaisei • Kayama • Tomizu • Hotaruda • Ashigara • Odawara |

## Geschichte
Odawara war als traditionsreiche Burgstadt lange Zeit ein wichtiger Etappenort am Tōkaidō, der wichtigsten Post- und Handelsstraße Japan. Als in den 1870er und 1880er Jahren die Tōkaidō-Hauptlinie entstand, rechnete die Stadt fest mit einem Bahnanschluss. Die staatliche Bahnverwaltung führte die Strecke jedoch östlich an der Stadt vorbei, auf der anderen Seite des Flusses Sakawa (diese Streckenführung entspricht der heutigen Gotemba-Linie). Um den Anschluss an die Moderne nicht zu verpassen, baute eine Vorgängergesellschaft der heutigen Hakone Tozan Tetsudō eine Pferdebahn zum rund sechs Kilometer entfernten Bahnhof Kōzu. Die Eröffnung des ersten Teilstücks der Straßenbahn Odawara erfolgte am 1. Oktober 1888, die Elektrifizierung zwölf Jahre später.
Da sich der steile und kurvenreiche Umweg über Gotemba zunehmend als Flaschenhals erwies, begann das Eisenbahnministerium 1918 mit dem Bau einer direkten Neubaustrecke von Kōzu nach Numazu. Am 21. Oktober 1920 nahm es den Abschnitt Kōzu–Odawara in Betrieb, wobei der Bahnhof von Anfang an durch die Straßenbahn erschlossen wurde. Vierzehn Monate später, am 21. Dezember 1922, folgte die Eröffnung der Teilstrecke Odawara–Manazuru. Das Große Kantō-Erdbeben am 1. September 1923 richtete schwere Schäden am Empfangsgebäude an, sodass es zum Teil neu errichtet werden musste. Erst mit der Inbetriebnahme des Tanna-Tunnels am 1. Dezember 1934 entfaltete Odawara sein volles Potenzial als bedeutender Schnellzughalt an der wichtigsten Bahnstrecke des Landes.
In der Zwischenzeit nahm die private Bahngesellschaft Odakyū Dentetsu am 1. April 1927 die gesamte Odawara-Linie von Shinjuku nach Odawara in Betrieb. Am 14. Juni 1935 wurde die Daiyūzan-Linie nach den Bau eines eigenen Bahnsteigs in den Bahnhof integriert, nachdem sie zuvor den einige hundert Meter entfernten temporären Endbahnhof Shin-Odawara benutzt hatte. Seit 1919 betrieb die Hakone Tozan Tetsudō  die Hakone-Tozan-Linie nach Gōra. Sie erfreute sich großer Beliebtheit bei Touristen, ihre Talstation Hakone-Yumoto war aber in den ersten Jahren nur über die stark belastete Straßenbahnlinie zu erreichen. Aus diesem Grund errichtete die Bahngesellschaft eine Verbindungsstrecke vom Bahnhof Odawara nach Hakone-Yumoto, die am 1. Oktober 1935 in Betrieb ging. Seit der Übernahme der Hakone Tozan Tetsudō durch die Odakyū Dentetsu am 1. Juni 1948 werden durchgehende Züge von Shinjuku nach Hakone-Yumoto angeboten, womit das Umsteigen in Odawara entfällt. Am 31. Mai 1956 legte die Hakone Tozan Tetsudō das letzte verbliebene Teilstück der Straßenbahn still.
Die Japanische Staatsbahn eröffnete am 1. Oktober 1964 die Tōkaidō-Shinkansen zwischen Tokio und Shin-Osaka, die weltweit erste Schnellfahrstrecke, wobei die Hochgeschwindigkeitszüge von Anfang an auch in Odawara hielten. Um den Güterverkehr in der Region zu konsolidieren und gleichzeitig den Bahnhof zu entlasten, nahm die Staatsbahn am 20. Mai 1970 den vier Kilometer weiter östlich gelegenen Güterbahnhof Seishō in Betrieb. Im November 1976 folgte die Eröffnung der unterirdischen Ladenpassage. Aus Kostengründen stellte die Staatsbahn am 1. November 1986 die Gepäckaufgabe ein. Im Rahmen der Staatsbahnprivatisierung ging der älteste Teil des Bahnhofs am 1. April 1987 in den Besitz der neuen Gesellschaft JR East über. Einen Tag zuvor war der Güterumschlag wiederaufgenommen worden, wenn auch in einem weitaus bescheideneren Rahmen als zuvor. Der Betrieb der Shōnan-Shinjuku-Linie begann am 1. Dezember 2002. Zwischen März 2003 und Juni 2005 entstand das heutige Empfangsgebäude.